# Conopophaga castaneiceps
El jejenero coronicastaño (en Ecuador) (Conopophaga castaneiceps), también denominado zumbador pechigrís (en Colombia), jejenero de corona castaña (en Perú) o toco toco coronado, es una especie de ave paseriforme perteneciente al género Conopophaga de la familia Conopophagidae. Es nativo de los Andes del noroeste de América del Sur. 

## Distribución y hábitat
Se distribuye a lo largo de los Andes, desde Colombia, por Ecuador, hasta el centro de Perú.
Es poco común y local en el sotobosque de bosques húmedos de montaña, entre los 1000 y 2000 m de altitud.

## Descripción
Mide entre 13 y 13,5 cm de longitud. Los machos tienen plumaje oscuro, con rente rufa ferruginosa, mechones blancos en las orejas y las mujeres son de color castaño en el dorso, tienen más cortos los mechones blancos de las orejas, la cabeza muy rojiza y las partes inferiores claras. El macho de la subespecie C. c. chapmani, tiene la garganta y el pecho grises. El macho de la subespecie C. c. brunneinucha, tiene la garganta negruzca y la corona oscura.